# Mago dentichelis
Mago dentichelis là một loài nhện trong họ Salticidae.
Loài này thuộc chi Mago. Mago dentichelis được Crane miêu tả năm 1949.